# Криклій Артур Станіславович
Криклій Артур Станіславович (нар. 12 квітня 1957, м. Веймар, Німеччина) — доктор економічних наук, професор, дійсний член АЕН України, дійсний-член Міжнародної кадрової академії. Автор близько 200 наукових публікацій, зокрема 12 монографій та 5 навчальних посібників.,
Член Спостережних Рад Асоціації українських банків та Українського кредитно-банківського союзу, Української міжбанківської валютної біржі, член Громадської ради при Національному банку України, голова правління благодійного фонду «Сейв юкрейн».

## Біографія
У 1978 р. закінчив економічний факультет Київського торгово-економічного інституту.
У 1984 р. закінчив аспірантуру КТЕІ.
1984–1989 — начальник відділу, заступник начальника управління, начальник управління Міністерства зовнішньоекономічних зв'язків і торгівлі України
1989–1993 — декан торгово-економічного факультету КТЕІ.
1993–1996 — начальник відділу, заст. начальника управління, начальник клірингового управління АБ «АЖІО»
1996–1998 — перший заступник Гоолови Правління АБ «Київ-Приват»(«ТАС коммерцбанк»).
1998–2009 — голова Правління АКБ «Інтербанк»
2009–2010 — директор Дніпропетровської обласної дирекції ПАТ «Промінвестбанк»
З 2011р — завідувач кафедри фінансів Хмельницького економічного Університету
У 2006 р. закінчив докторантуру КНУ імені Тараса Шевченка, тема дисертації Формування трудового потенціалу в умовах трансформаційної економіки.

## Наукова діяльність
Монографії
- Экономия трудовых ресурсов в торговле/Кол. монография — К.: Техніка, 1988. – 213 с.
- Організація праці робітників у оптовій торгівлі: Кол. монографія/Кол. монографія — К.: Техніка, 1990. – 139 с.
- Профессиональное и экономическое обучение торгових кадров: соціально-экономическая сущность и эффективность/Криклий Артур Станиславович — К.: Вища школа, 1990. – 147 с.
- Формирование кадрового потенциала отрасли: вопросы теории и практики/Криклий Артур Станиславович — К.: Репрографіка, 2003. – 248 с.
- Освіта і професійне навчання як чинники розвитку трудового потенціалу/Криклій А.С — К.: “Репрографіка”, 2005. – 473 с.
- Глобалізація і Болонський процес: проблеми і технології/Кол. монографія — К.: МАУП, 2005. – 320 с.
- Формування трудового потенціалу в умовах інноваційно-інвестиційної моделі розвитку економіки України: питання теорії та практики/Криклій А.С — К.: Репрографіка, 2006. – 756 с.
- Формування трудового потенціалу в умовах глобалізації та Болонського процесу: проблеми і перспективи/Криклий Артур Станиславович  — К.: Репрографіка, 2006. – 777 с.
- Небанківські фінансові інститути на ринку фінансових послуг України: питання теорії та практики/Кол. монографія — К.: Репрографіка, 2007. – 516 с.
- Фінансовий ринок України в умовах глобалізації: проблеми та перспективи/Криклій А.С — К.: Репрографіка, 2007. – 597 с.
- Фінансовий ринок України: питання теорії та практики/Криклій А.С — К.:Репрографіка,2009.-488 с.
- Недержавні пенсійні фонди як важлива складова ринку фінансових послуг:соціально-економічна сутність і ефективність/Криклій А.С — Київ: Економіка та держава, 2013, 440 с.

Підручники та навчальні посібники
- Банківський нагляд. Навчально-методичний комплекс для студентів економічних спеціальностей денної та заочної форми навчання. – К.: Видавничо-поліграфічний центр „Київський університет”, 2005. – 43 с.
- Страхування: Підручник/За заг.ред. В.Д. Базилевича К.: Знання, 2008 – 1019 с. (А.С. Криклій С. 567-612)
- Банківський нагляд. Навчальний посібник К.: Репрографіка,2009.-306 с.

## Нагороди
- орден «За трудові досягнення» IV ступеня (2000 р.),
- орден «За відродження України» II ступеня (2001 р.),
- переможець Міжнародного відкритого рейтингу товарів і послуг «Золота фортуна» в номінації Авторитет керівника банку як бездоганний взірець у галузі банківської діяльності" (2002 р.),
- дипломант «Кубка Асоціації Швейцарських банків» (2002 р.),
- дипломант Всеукраїнської премії Кабінету Міністрів України «Народна шана» (2004 р.)